# Nezdice (Votice)
Nezdice je malá vesnice, část města Votice v okrese Benešov. Nachází se 5 km na západ od Votic. V roce 2009 zde bylo evidováno 10 adres. Nezdice leží v katastrálním území Martinice u Votic o výměře 6,64 km².

## Historie
První písemná zmínka o vesnici pochází z roku 1457.

## Další fotografie

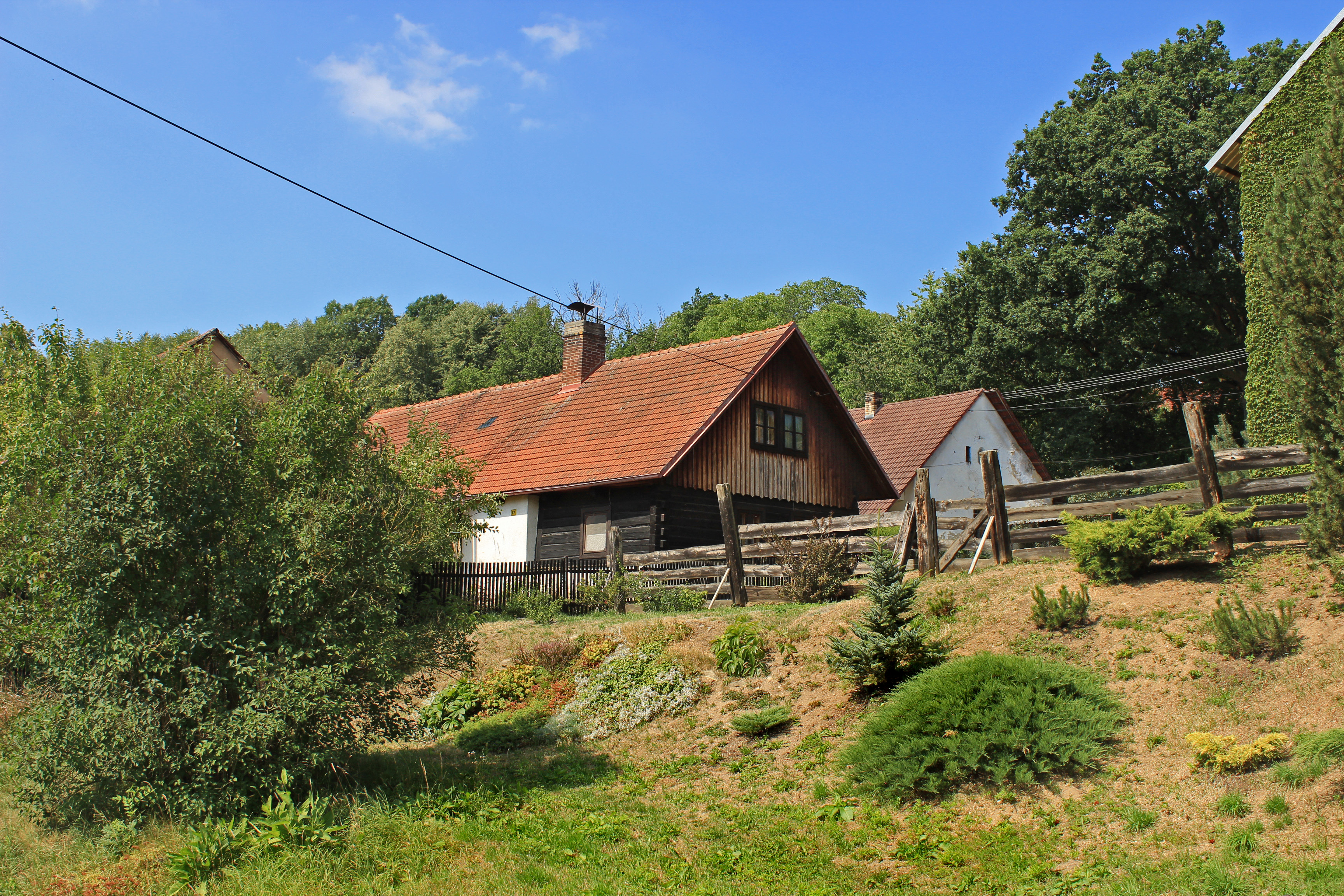
Dům čp. 9
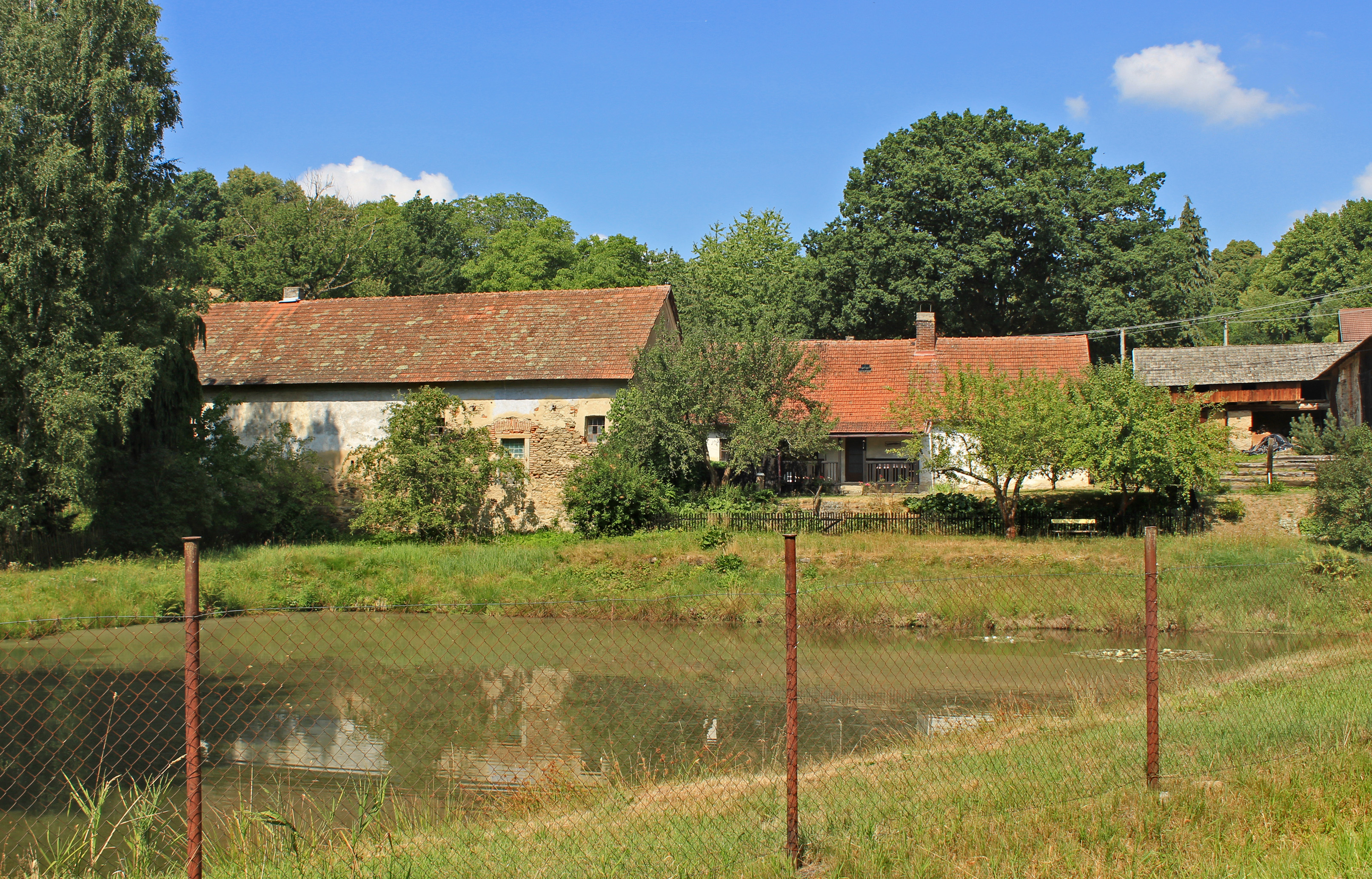
Domky u rybníka
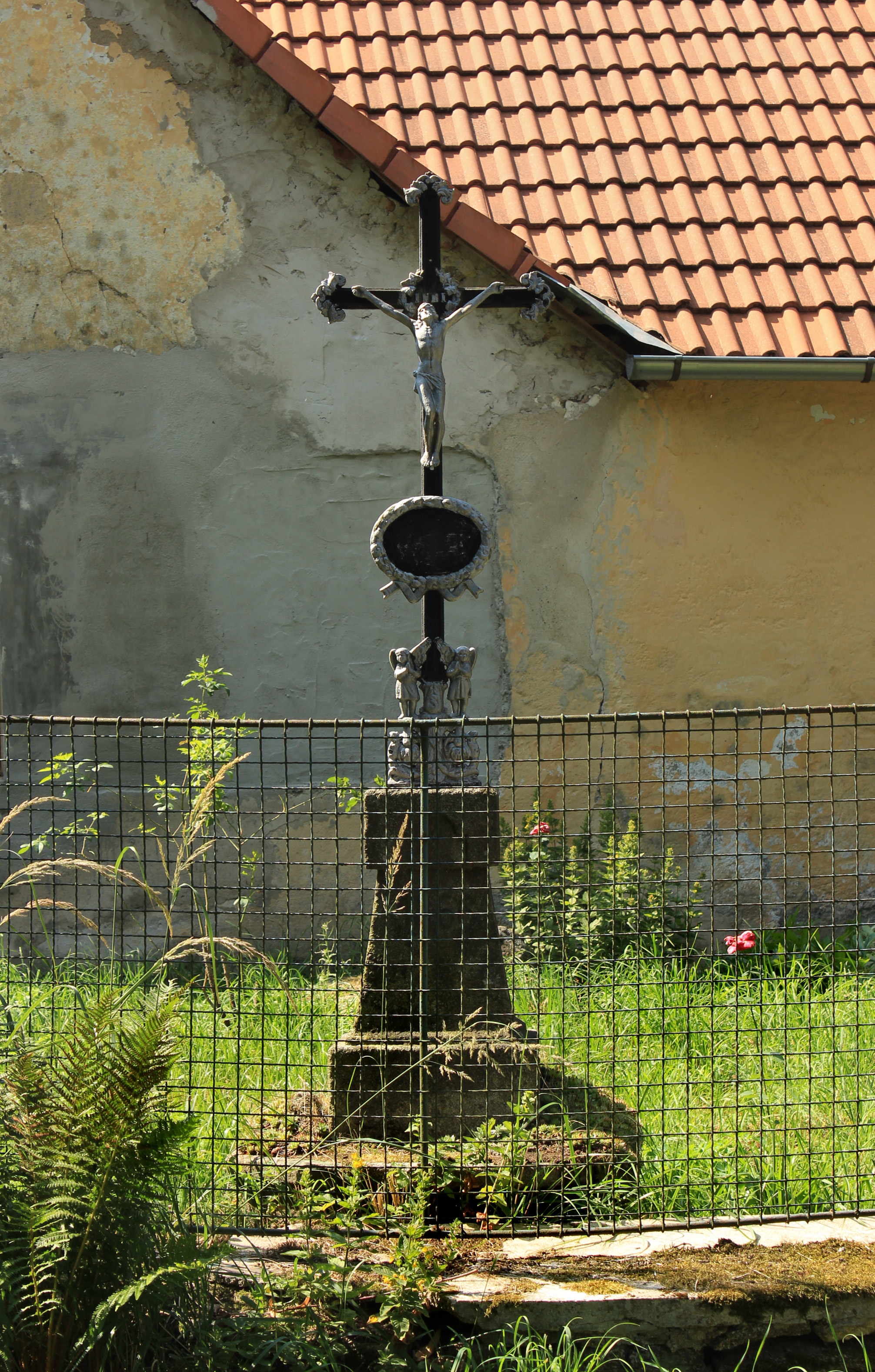
Křížek za plotem